# Fortezza Pia
La Fortezza Pia, seminascosta dalla vegetazione, è un'antica costruzione che si eleva nella zona più alta della città di Ascoli Piceno, il Colle dell'Annunziata. Forse già in epoca piceno-sabina, su questa altura chiamata Colle Pelasgico, vi fu il vecchio cassero, distrutto da Gneo Pompeo Strabone e riedificato sempre in epoca romana.

## Storia
Importante luogo sia dal punto di vista panoramico che dal punto di vista strategico, da sempre ha accolto opere fortificate. 
Deve il suo nome a papa Pio IV che, nel 1560, volle farla ricostruire, aggiungendo angolati baluardi scarpati sul versante meridionale e ristrutturando anche gli altri fronti. I bastioni orientali vengono avanzati per consentire il fuoco incrociato dalle troniere per la difesa dell'ingresso.
La costruzione faceva parte di un complesso sistema difensivo ed era collegata ai baluardi di Porta Romana, tramite un camminamento ricavato nella doppia cerchia muraria. La cittadella fu poi smantellata dai Longobardi e ricostruita dal Comune Ascolano tra 1185 e il 1195.
Quando la città cadde in mano a Federico II, la fortezza conobbe il nuovo triste destino dei vinti e fu demolita per la terza volta. Nel 1349, Galeotto Malatesta, signore di Ascoli, per sentirsi sicuro in una città che gli dimostrava solo ostilità, la fece restaurare.
Et nel medesimo anno il signore Galiocto fe fare le roche in nascoli la quale è quella del casare a monte, et l'altra da quella al casaro a Ponte Magiore.
L'opera fu portata a termine dai maestri lombardi Antonio Luchini e Giovanni Angelo di Marco detto Bonera. L'ascolano Silvestro Galeotti fu incaricato di fondere alcuni cannoni per armare il forte.
I lavori furono portati avanti con una certa fretta per le necessità imposte dalla Guerra del Tronto e si limitarono, in un primo momento, a sommarie fortificazioni e ad acquartieramenti, destinati ad accogliere le soldatesche. Proseguirono negli anni successivi con il restauro vero e proprio dell'antica fortezza.
Forse fu Sangallo l'architetto che diresse la ricostruzione. La rinata fortificazione comprendeva due bastioni scarpati posti a guardia dell'ingresso principale, lunghe cortine, munite di casematte con feritoie per il tiro delle armi da fuoco. Il costo del nuovo complesso gravò sugli ascolani che furono costretti a contribuirvi con tre giornate lavorative l'anno.
Nella pianta della città incisa da Feretti, nel 1646, è possibile osservare integralmente la costruzione. Risulta evidente come del precedente cassero fosse stata conservata la torre a guardia della Porta Summa della città, la cortina occidentale e parte di quella meridionale; tutti elementi ben visibili ai nostri giorni.
La fortezza fu poi smantellata dai francesi, nel 1799, e successivamente venne usata come cava di pietre: ci viene riferito che da qualche tempo le vecchie mura della Fortezza Pia servono da cava di pietre a certi notturni industriali.
Oggi, di essa, rimangono muraglie verso Nord ed i bastioni del lato Est, tra i quali si apre un caratteristico, tozzo portale a bugne con una scritta che ricorda l'opera del pontefice Pio IV:
“Pius IV medic. Medio/Pont. Max/Moenia e fundamentis/Erexit MDLXIV”.

## Galleria d'immagini

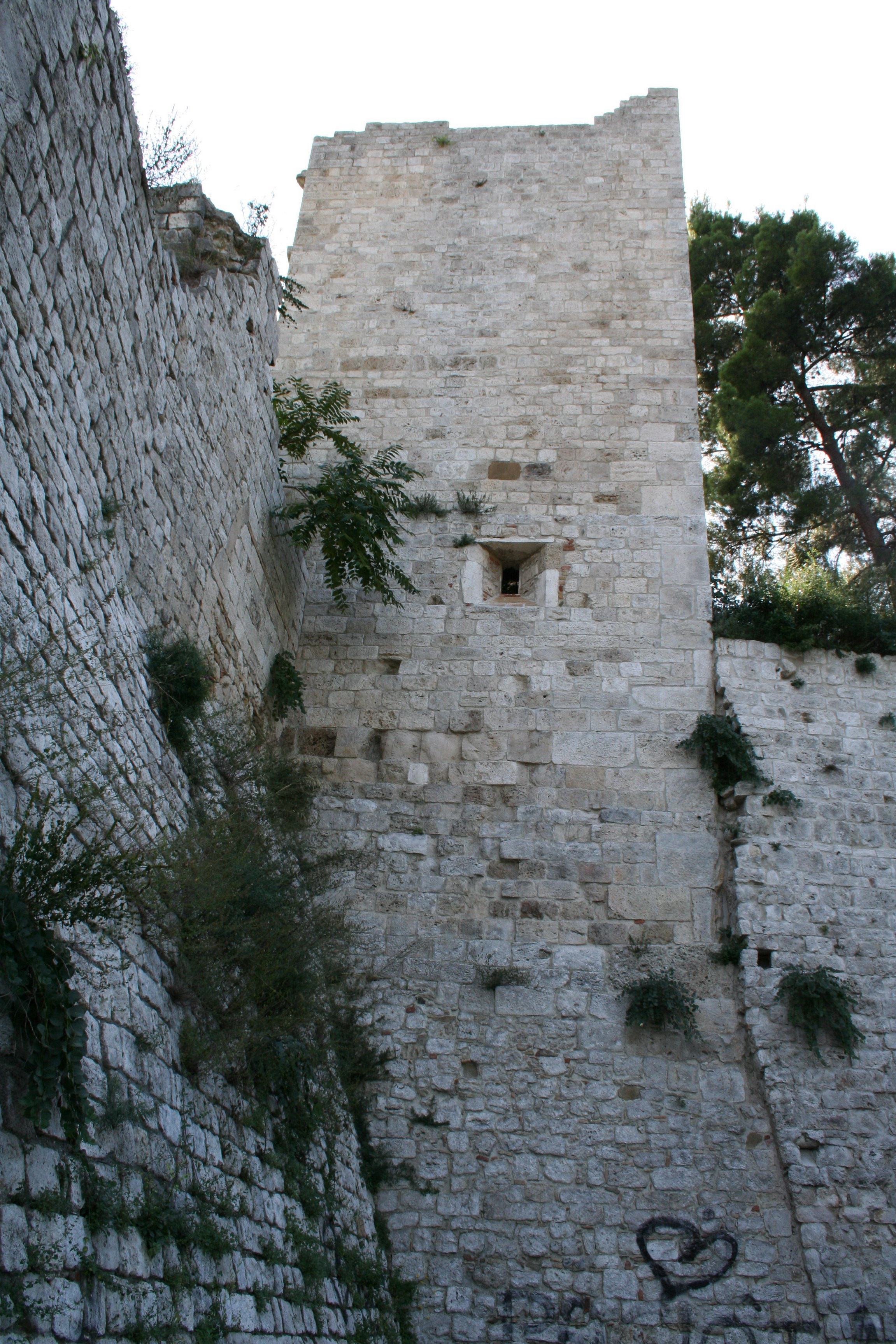
torre
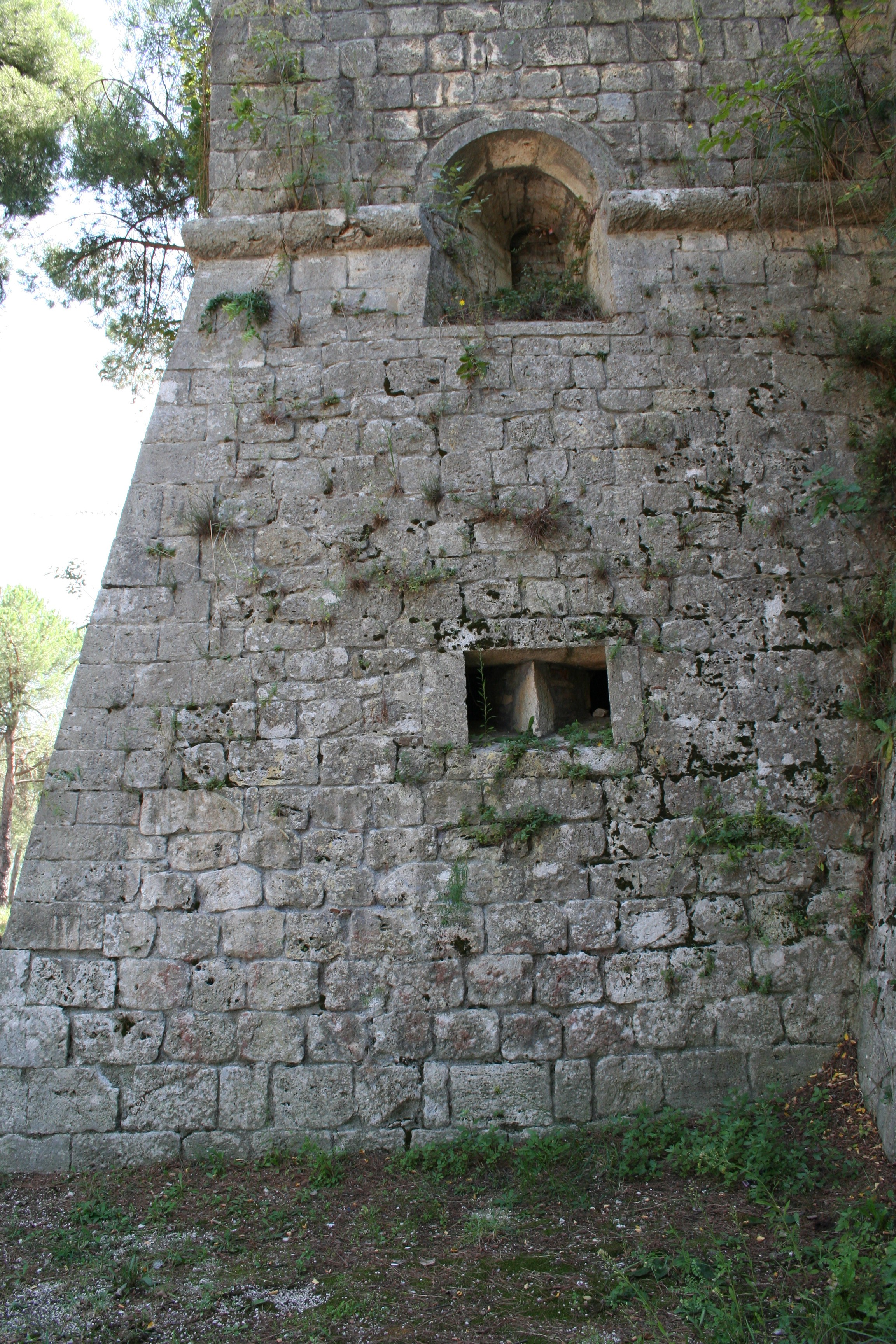
bastione e troniere
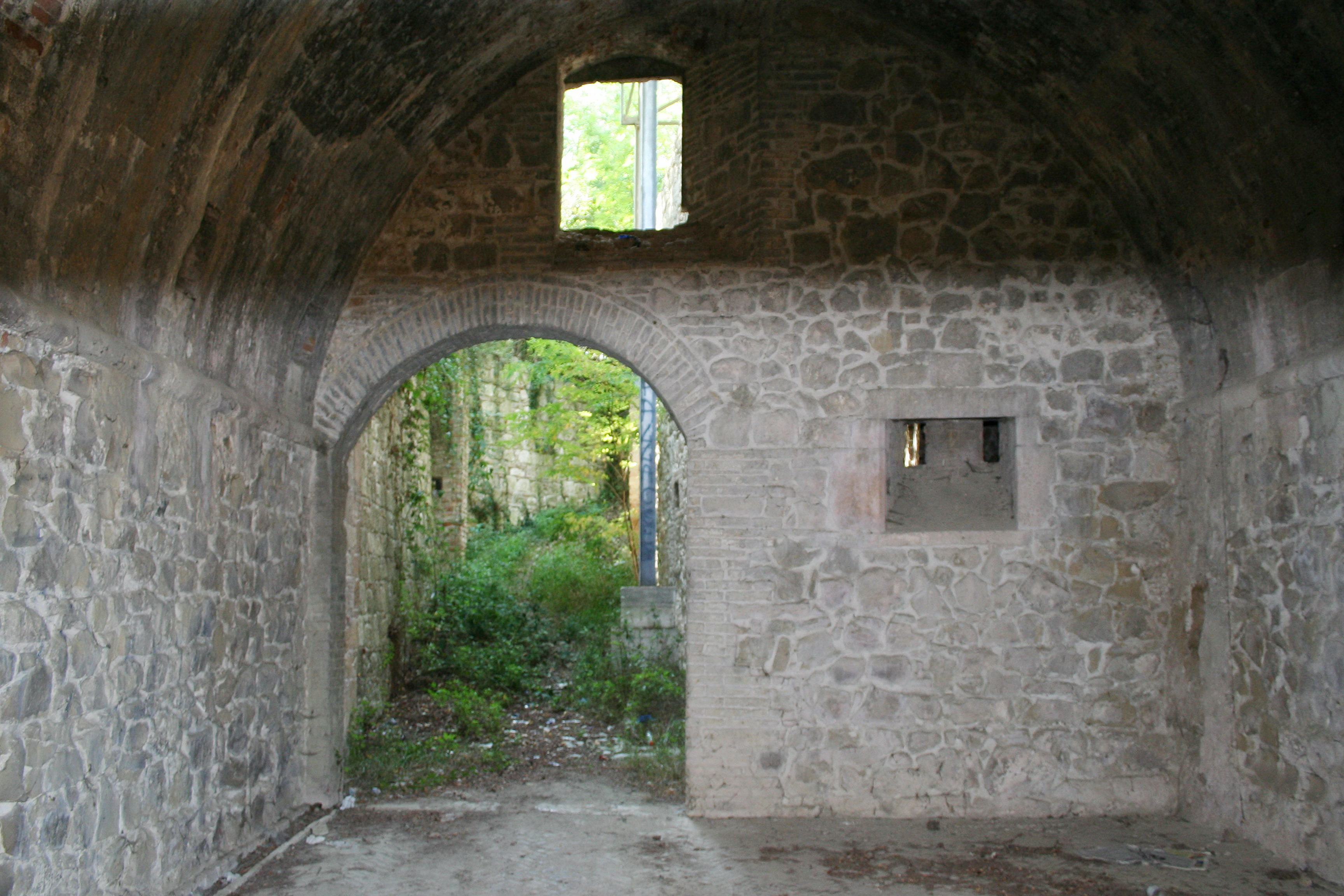
ambiente oltre il cancello

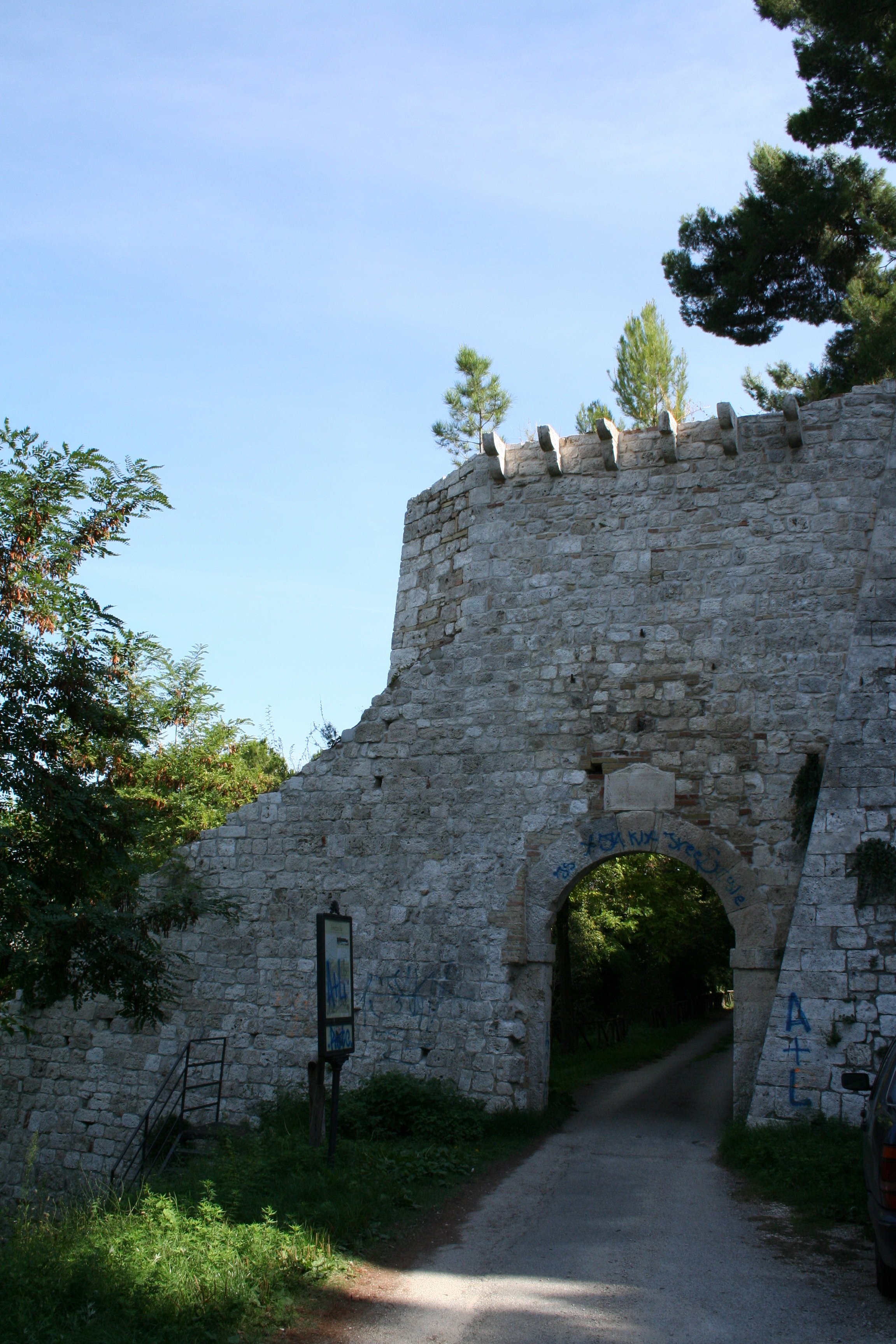
arco del secondo ingresso
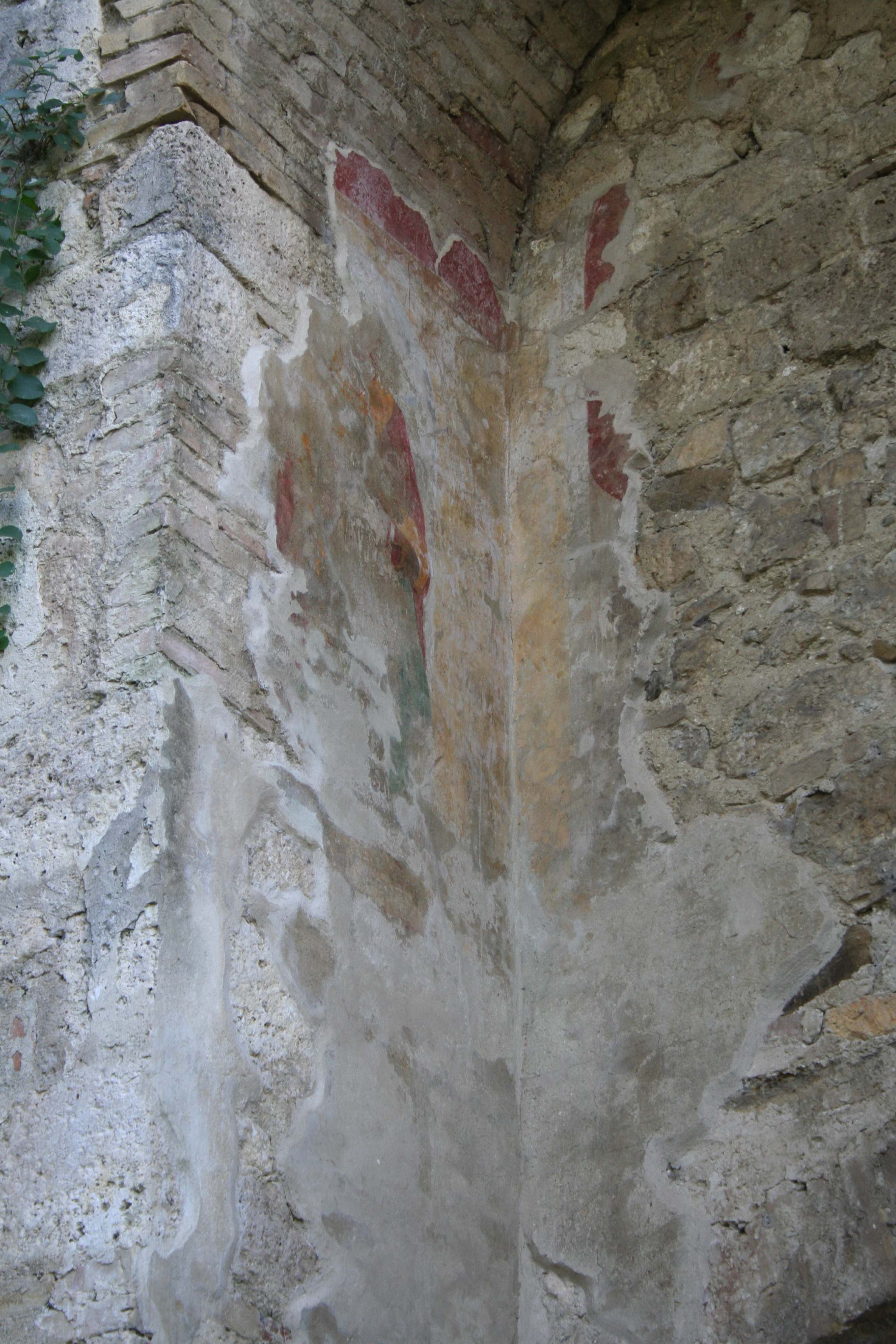
tracce di affreschi al di sopra dell'interno dell'arco